# Llista de personatges de Merlí
La sèrie catalana Merlí té un repartiment que es pot dividir en tres grans grups: alumnes, professors i família.

## Personatges

### Alumnes[3]
| Nom | Actor/Actriu       | Edat | Temporada(es) | Aparicions (episodis) |
| --- | ------------------ | ---- | ------------- | --------------------- |
| Berta Prats García | Candela Antón      | 18   | 1, 2          | 13                    |
| La Berta és una noia extravertida, amb una actitud fatxenda, i amb una imperiosa necessitat de cridar l'atenció. Sovint se sent sola, però es fa la forta. Pot caure malament si no la coneixes bé. És mala estudiant, i no li agraden les classes. De fet, se les passa dibuixant la seva taula, que sembla que és l'única cosa que l'omple. És una noia intel·ligent i atrevida, incompresa. Li falta l'amor familiar, i potser per això busca un noi que la consoli. És una adolescent perduda, que busca el seu camí i no el troba, per això esgrimeix el cinisme com a arma per defensar-se del món. Li agrada passar-s'ho bé, les festes i oblidar-se dels seus problemes. Com tots els adolescents, busca el seu lloc en el món. Al nou curs, la Berta passa una època d'inseguretats. Per a ella serà molt important com la veuen els altres. |                    |      |               |                       |
| |                    |      |               |                       |
| Bruno Bergeron | David Solans       | 17   | 1, 2          | 13                    |
| El Bruno és fill del Merlí Bergeron, el professor de Filosofia. Per a ell és molt complicat tenir un pare a classe que dona la nota davant dels amics, quan precisament a ell li agrada ser discret. És un noi extravertit que té una ironia que li ve del seu pare i de la seva àvia. També de part del seu pare ha après a tenir mala llet i saber-se queixar de les coses, i llavors s'oblida del que és la discreció. El Bruno comença una nova vida quan la seva mare marxa a Roma per feina, i ell s'ha de quedar a viure amb el pare (estaven separats). La relació amb el pare és distant i complicada. El Bruno té bon rotllo amb tothom, però especialment amb la Tània. Són inseparables i es tenen molta confiança. Quan està amb ella, sempre se sent lliure i no ha de fingir res; és ben bé una via d'escapament per al Bruno. A la segona temporada, com que ja ha sortit de l'armari, se sent més alliberat, i, per tant, se'l veu més feliç. Però troba a faltar el seu amor italià, que va conèixer a l'estiu i que va deixar a Roma. |                    |      |               |                       |
| |                    |      |               |                       |
| Gerard Piguillem Castells | Marcos Franz       | 17   | 1, 2          | 13                    |
| El Gerard és un insatisfet divertit. Mai té tot el que voldria i això el frustra. És extravertit, i no té gaire clar a què es vol dedicar a la vida, però la seva mare l'ha animat sempre a estudiar una carrera. No té problemes per fer amistats, no és especialment tímid. Bé, amb les noies sí que ho és, i no se'n surt gens bé. S'enamora sovint, però elles no li corresponen, i això el porta a pensar que és lleig o que algun aspecte de la seva personalitat no els agrada. Senzillament, el Gerard és poc hàbil lligant. Té una relació bona amb la seva mare, d'una certa confiança, però també s'hi enfada sovint, ja que ella es fica massa en la seva vida. La mare el té sobreprotegit, i ell es deixa fer. Ja li va bé, perquè el Gerard és una mica immadur. A segon de batxillerat, continua obsessionat amb la Mònica i, de sobte, ha de prendre una decisió important respecte a ella. |                    |      |               |                       |
| |                    |      |               |                       |
| Iván Blasco | Pau Poch           | 17   | 1, 2          | 13                    |
| A primer de batxillerat, l'Iván s'ha tancat a casa i no s'atreveix a trepitjar el carrer. L'exterior s'ha convertit en una agonia i un perill per a ell i passa els dies al pis, on conviu amb la Míriam, la mare, la persona amb qui té el vincle emocional més fort. De fet, l'única persona amb qui manté un vincle fins que es planta a la seva vida el Merlí, el nou professor de Filosofia de l'institut. Els especialistes li han diagnosticat un principi d'agorafòbia, però ell no vol parlar amb psicòlegs. Se sent decebut i completament desconnectat de la societat que l'ha envoltat fins ara. No es canvia gaire de roba, no es talla els cabells, no neteja el que embruta, no vol saber res de ningú. A classe el consideren un friqui. Al segon curs, l'Ivan està tot just intentant trobar el seu lloc a dins del grup de classe. Es farà molt amic de l'Oliver, però és massa susceptible. |                    |      |               |                       |
| |                    |      |               |                       |
| Joan Capdevila Bonet | Albert Baró        | 17   | 1, 2          | 13                    |
| El Joan és un adolescent tendre a qui la pressió familiar no deixa viure i pensar lliurement. El caracteritza sobretot la seva timidesa. Acostuma a no mirar els ulls quan parla a causa de la poca confiança en ell mateix. És tranquil, humil, atent, educat, ordenat, madur per la seva edat, net i observador. No li agrada ser el centre d'atenció, per tant, diu sempre el just i necessari amb una intensitat i contundència importants. La seva família és conservadora. És fill únic, i això fa que els seus pares posin en ell totes les expectatives de futur. Té un comportament excel·lent a les classes. És estudiós i aplicat, estudia pels exàmens mentre escolta música clàssica. Li agradaria estudiar, en un futur, Filologia Hispànica. Admira les classes d'en Merlí, creu que és un gran professor, que motiva els alumnes. A l'inici del segon curs, no li agrada portar d'amagat que surt amb la Mònica, perquè n'està enamorat.                                                                                                 |                    |      |               |                       |
| |                    |      |               |                       |
| Marc Vilaseca | Adrian Grösser     | 17   | 1, 2          | 13                    |
| El Marc Vilaseca és l'amic de tothom, no es fica en mals rotllos, és graciós a classe, i li encanta agradar per tenir el seu lloc dins el grup. És responsable amb els estudis i té clar que de gran vol ser actor. Fa classes de teatre a la tarda, i li encanta recitar Shakespeare a les noies per impressionar-les. Li agrada lligar amb les noies, tot i que no sempre ho aconsegueix. Sap escoltar, és molt empàtic amb els problemes dels altres. El seu millor amic és el Gerard. Li encanta anar amb l'skate a l'institut, i fa classes de guitarra com a extraescolar. Té els pares separats, i amb el pare no es parla, però ell és optimista, i sempre està animat. Té un germà petit, el Pau, amb qui es porta molt bé. Aquesta temporada coneixem la seva família. Veiem com el Marc pateix sobretot l'absència de la seva mare a casa, i també com es continua cuidant del seu germà petit. |                    |      |               |                       |
| |                    |      |               |                       |
| Mònica de Villamore | Júlia Creus        | 18   | 1, 2          | 12                    |
| La Mònica és una estudiant de bona família. És una noia aparentment madura i segura de si mateixa, que amaga algunes inseguretats. Té els pares separats des dels 10 anys. La seva mare, amb qui viu, és metge d'urgències, i fa torns de nit sovint. Els horaris de la mare fan que la Mònica hagi d'estar sola a casa moltes tardes o nits des de petita. Per aquesta raó ha anat desenvolupant una certa sensació de solitud. La Mònica es va refugiar en la lectura per evitar tenir por. Sempre li han dit que sembla més gran del que realment és (físicament però també per manera de ser) i també li han dit sempre que és molt guapa: li agrada arreglar-se, és presumida. A segon de batxillerat, veiem com evoluciona la seva relació amb el Joan, condicionada pel fet no sap ningú que surten junts. |                    |      |               |                       |
| |                    |      |               |                       |
| Oliver Grau | Iñaki Mur          | 19   | 1, 2          | 3                     |
| L'Oliver és un noi que no té cap mena de complex, es veu guapo i sap que cau bé en general. Si pel seu caràcter no cau bé a algú, no li importa gens. Ell sap qui és, com és, i no el preocupa gens la imatge que tinguin d'ell. Té un fons trist per qüestions relacionades amb la seva família, però, tot i així, és un noi molt alegre i té sentit de l'humor. A la segona temporada, veiem que la seva família està marcada per la mort d'un germà en un accident de moto. |                    |      |               |                       |
| |                    |      |               |                       |
| Pol Rubio | Carlos Cuevas      | 19   | 1, 2          | 13                    |
| El Pol Rubio ha repetit dos cursos. És en aparença un fatxenda, altiu, cregut, orgullós, fred, violent i manipulador. Té el rol de ser el més popular a la classe. El guaperes que se les lliga totes fàcilment, admirat pels col·legues, que ja els agradaria tenir aquesta sort. Però també és una persona sensible. El Pol és fill d'una família de classe treballadora. Viu al pis de la seva àvia amb el seu pare i el seu germà. El pare està a l'atur i el germà treballa en un taller de cotxes. Els problemes econòmics de la família pesen en el Pol, com també la mort de la seva mare, que va morir quan ell era petit. A la segona temporada, els problemes econòmics de la seva família el continuen ofegant i té força problemes de comunicació amb el seu pare. |                    |      |               |                       |
| |                    |      |               |                       |
| Tània Illa | Elisabet Casanovas | 17   | 1, 2          | 13                    |
| La Tània és una noia molt extravertida, generosa, respectuosa, idealista. El que més la satisfà i l'omple és la relació amb els amics. És molt entregada amb ells especialment el Bruno, el seu millor amic. És una noia que viu molt el moment, s'ho passa bé a l'institut, i vol ser mestra d'escola algun dia. Creu que té molt bona mà amb els nens. La Tània és molt conscient que el seu físic no és el típic cos 10, o almenys no és el cos que els nois de la seva edat busquen. Ella sap que pels nois és maca i simpàtica, però no la tia bona. La Tània és naïf, somiadora, ingènua, tendeix a idealitzar l'amor és un encant. Dona tan bon rotllo que enfadar-se amb ella és gairebé impossible. A segon curs, la Tània es torna a enamorar i s'ho agafa d'una manera més madura. |                    |      |               |                       |
| |                    |      |               |                       |
| Oksana Casanoves | Laia Manzanares    | 18   | 2             | 7                     |
| L'Oksana és la nova alumna de la classe de segon de Batxillerat. Té 18 anys i és adoptada a Ucraïna. Es nota que és més gran i que té més experiència que la resta. Les noies l'admiraran i els nois la trobaran molt atractiva. Des del principi es fixarà en el Gerard, però ell només té ulls per a la Villamore. A l'Oksana li agrada embolicar la troca i sempre es mostra més experimentada que les altres noies, sobretot en qüestions sentimentals. |                    |      |               |                       |
| |                    |      |               |                       |
| Diana | Cristina Colom     | 18   | 1, 2          | 13                    |
| |                    |      |               |                       |
| Laura | Clàudia Puntí      | 17   | 1, 2          | 13                    |
| |                    |      |               |                       |
| Uri | Pol Hermoso        | 18   | 1, 2          | 13                    |
| |                    |      |               |                       |
| Xavi | Marc Arias         | 18   | 1, 2          | 13                    |

### Professors[15]
| Nom | Actor/Actriu      | Temporada(es) | Assignatura(es)                  |
| --- | ----------------- | ------------- | -------------------------------- |
| Merlí Bergeron Calduch | Francesc Orella   | 1, 2, 3       | Filosofia                        |
| Té uns 60 anys. Professor de filosofia, culte, de moral pròpia, un home que va a la seva, seductor i amb una vida sexual intensa. Entra a l'Institut després de ser desnonat i en substitució de l'antic professor de filosofia, el David. D'afilat humor negre, resulta irritant, mordaç i irònic per a la resta de professors, però no per als seus alumnes, que el troben original, divertit i estimulant. Té un fill, el Bruno, de 16 anys, amb qui vol recuperar la relació aprofitant que la mare del noi es trasllada a treballar a l'estranger. El Merlí no vol problemes, vol solucions; és un home que tira pel dret i diu sempre el que pensa. Això provoca incomoditat en els altres, especialment els companys del claustre de professors de l'Institut Àngel Guimerà. A la segona temporada, al Merlí se li complica força la vida en tots els àmbits: a casa, amb la parella i a la feina. Però l'os més dur de rosegar per a ell és la Coralina, la nova cap d'estudis i directora de l'Institut. |                   |               |                                  |
| |                   |               |                                  |
| Eugeni Bosch | Pere Ponce        | 1, 2          | Llengua i Literatura Catalanes   |
| L'Eugeni Bosch és professor de Llengua i Literatura Catalanes. Té uns 55 anys, fa molts anys que es dedica a la docència i se sent el millor professor del claustre, o almenys és el més admirat fins que arriba el Merlí, que d'alguna manera li fa ombra. L'Eugeni és un professor a la clàssica: fa les classes convencionals, i es dedica sobretot als alumnes que responen i s'esforcen. Amb els que no treballen pot resultar despectiu; per això s'ha guanyat el pseudònim de "Hitler" entre els alumnes. És un home amb interessos culturals. No suporta que el Merlí vagi a la seva, i n'està gelós perquè sap connectar amb els alumnes d'una manera especial. |                   |               |                                  |
| |                   |               |                                  |
| Toni | Pau Durà          | 1, 2          | Direcció i Matemàtiques          |
| El Toni és el director de l'Institut Àngel Guimerà. Viudo, conciliador, responsable, li agrada la seva feina i cada dia fa el possible perquè tot rutlli entre professors i alumnes. No ho tindrà fàcil, ja que haurà de torejar el Merlí, que té un caràcter independent dins el grup, i haurà de suportar les queixes constants d'altres professors. El Toni és també professor de matemàtiques, i cau bé als alumnes. Sap apreciar el talent de cada professor, i respectar les seves diferències. Amb l'arribada de la Coralina deixarà la direcció del centre al demanar un trasllat. |                   |               |                                  |
| |                   |               |                                  |
| Santi (†) | Pep Jové          | 1             | Llengua i Literatura Castellanes |
| El Santi era professor de Llengua i Literatura Castellanes, un home d'uns 50 anys, entranyable, simpàtic, que s'estimava la seva feina. Tenia la plaça fixa a l'institut, on va conèixer la seva dona, la Glòria, també professora. El Santi tenia sobrepès, i de vegades havia de suportar brometes dels alumnes per aquest fet, però ell portava amb molta dignitat el seu físic. Al final de la primera temporada va morir a causa d'un atac de cor. |                   |               |                                  |
| |                   |               |                                  |
| Glòria | Assun Planas      | 1, 2          | Dibuix tècnic i Plàstica         |
| La Glòria és la dona del Santi. Professora de dibuix tècnic i plàstica. Està acostumada a l'estrès que suposen les classes d'ESO i Batxillerat. Li agrada la seva feina, i sap fer-se respectar pels alumnes. Veu amb un cert recel el caràcter del Merlí, però a poc a poc s'anirà acostumant a les seves sortides de to. És molt bona dibuixant. |                   |               |                                  |
| |                   |               |                                  |
| Mireia | Patrícia Bargalló | 1, 2          | Llatí                            |
| La Mireia és professora de Llatí. Té dos fills i pateix molt per ells, se'n cuida moltíssim, però arrossega una certa insatisfacció amb el seu marit. No té molta experiència en la docència, i està oberta a consells que li puguin donar els companys amb més trajectòria. |                   |               |                                  |
| |                   |               |                                  |
| Coralina (†) | Pepa López        | 2             | Història i Direcció              |
| És una dona d'uns 60 anys, molt conservadora i amb cara de pocs amics. Entra a l'institut com la nova cap d'estudis, però la seva manera de treballar és peculiar. És contundent a l'hora d'expressar-se i poc comprensiva amb els que no pensen com ella. Com, per exemple, el Merlí, a qui l'hi té jurada des del primer moment. No li agrada la seva manera de ser i intenta reivindicar la seva importància com a membre de l'equip directiu. Se saben poques coses de la seva vida personal, el que la defineix essencialment és que és molt estricta i íntegra a la feina. |                   |               |                                  |
| |                   |               |                                  |
| Manel Millán | Ferran Rañé       | 2             | Llengua i Literatura Castellanes |
| És el nou professor de castellà que substitueix el Santi. Té 62 anys i és molt bon professor. Des del primer moment es posa els alumnes a la butxaca. El Millán és un home entranyable que es farà amic de la Glòria, amb qui arribarà a tenir prou confiança per explicar-li les seves preocupacions. A més, li encanta recordar els vells temps en què feia de cap d'estudis als anys vuitanta. |                   |               |                                  |
| |                   |               |                                  |
| Elisenda | Sandra Monclús    | 2             | Anglès                           |
| És la nova professora d'anglès, que substitueix la Laia. D'uns 40 anys, es limita a complir les hores que li toquen a l'institut. Es nota que no li agrada gaire treballar i que se n'escapa sempre que pot. |                   |               |                                  |
| |                   |               |                                  |
| Quima | Manel Barceló     | 2             | Anglès                           |
| És la professora d'anglès substituta. El pas d'aquesta professora transsexual per l'institut provoca grans diferències amb la Coralina, però alhora una gran lliçó d'acceptació per part dels Peripatètics. |                   |               |                                  |
| |                   |               |                                  |
| Laia | Mar del Hoyo      | 1             | Anglès                           |
| La Laia és una jove professora d'anglès, d'uns 27 anys, simpàtica, amant dels animals, especialment dels gossos. És molt atractiva, i surt amb el professor d'Educació Física. Serà dels primers membres del professorat que defensaran el talent del Merlí. |                   |               |                                  |
| |                   |               |                                  |
| Albert | Rubén de Eguía    | 1             | Educació Física                  |
| L'Albert, 27 anys, professor d'Educació Física. Té un aspecte seriós, però és simpàtic amb tothom. És fort, té un bon físic, no li agrada que tractin la seva assignatura com una "maria". |                   |               |                                  |

### Les famílies[17]
| Nom | Actor/Actriu       | Temporada(es) | Aparicions (episodis) | Professió                                                       |
| --- | ------------------ | ------------- | --------------------- | --------------------------------------------------------------- |
| Carmina Calduch | Anna Maria Barbany | 1, 2          | 13                    | Actriu                                                          |
| És la mare del Merlí Bergeron. És una actriu consagrada, coneguda per tots els públics (cinema, tele, però especialment teatre). És fent teatre quan se sent feliç. El teatre li ha donat fama, diners. Ho ha donat tot pel teatre. És divertida, té un punt dramàtic quan parla, irònica. Tothom la coneix com "la Calduch". |                    |               |                       |                                                                 |
| |                    |               |                       |                                                                 |
| Gina Castells | Marta Marco        | 1, 2          | 12                    | Coordinadora d'activitats del CosmoCaixa i Presidenta de l'AMPA |
| La Gina és la mare del Gerard Piguillem. És coordinadora d'activitats educatives al CosmoCaixa. Com a mare és sobreprotectora, especialment des que el seu exmarit els va abandonar per una amant que va tenir durant dos anys. La Gina s'ha sentit enganyada i li costarà tornar a relacionar-se amb un home. És una mare que es passeja sovint per l'institut, vinculada a l'ampa, i sovint es queixa dels professors per justificar que el Gerard suspèn. Té un punt d'esbojarrada que la fa divertida, i és atractiva. |                    |               |                       |                                                                 |
| |                    |               |                       |                                                                 |
| Jaume Capdevila | Jordi Martínez     | 1             | 9                     | Advocat                                                         |
| El Jaume és el pare del Joan Capdevila. És advocat, té les coses molt clares, sap què vol per al seu fill. A ell li va costar molt arribar on és, i té intenció d'ajudar molt el Joan a tenir un camí més fàcil. Té unes idees conservadores. Li detecten un càncer, el qual fa canviar la seva manera de tractar el seu fill. |                    |               |                       |                                                                 |
| |                    |               |                       |                                                                 |
| Aurèlia Bonet | Victòria Pagès     | 1             | 9                     | Secretària d'una gestoria                                       |
| L'Aurèlia és la mare del Joan. Té més bona comunicació amb el Joan que no pas el seu marit, el Jaume. És més comprensiva, però a la vegada està d'acord amb el seu marit amb relació a l'educació del fill. L'Aurèlia treballa en una gestoria. |                    |               |                       |                                                                 |
| |                    |               |                       |                                                                 |
| Elsa García | Marta Domingo      | 1             | 2                     | Perruquera                                                      |
| És la mare de la Berta Prats. L'Elsa té dues filles: la Cristina, de 13 anys, i la Berta, de 17. A la Cristina li van molt bé els estudis, però en canvi a la Berta no, i això fa que l'Elsa tingui menys bona relació amb la Berta. L'Elsa té una perruqueria de barri. Té un caràcter una mica esbojarrat, i sempre està molt atabalada i estressada per la feina i pels problemes familiars. |                    |               |                       |                                                                 |
| |                    |               |                       |                                                                 |
| Míriam Blasco | Anna Ycobalzeta    | 1, 2          | 13                    | Propietària d'un bar                                            |
| És la mare de l'Ivan Blasco. Mare soltera, ha pujat el seu fill completament sola, i a la vegada té un bar molt a prop del pis on viuen. Es passa els dies fent que el negoci funcioni; viu només d'això, i això fa que les seves energies estiguin centrades en la feina. Els problemes que té el seu fill la superen, i de vegades se sent desesperada. |                    |               |                       |                                                                 |
| |                    |               |                       |                                                                 |
| Óscar Rubio | Oriol Pla          | 1, 2          | 4                     | Mecànic en un taller de cotxes                                  |
| L'Óscar és el germà gran del Pol. Té 23 anys. Està bastant amargat per la feina, és l'únic de la família que treballa tot el dia, i fins i tot alguns dissabtes. Té una relació complicada amb el Pol, a qui retreu que no aporti diners a casa. |                    |               |                       |                                                                 |
| |                    |               |                       |                                                                 |
| Enric Grau | Carlos Vicente     | 1             | 2                     | Serveis Funeraris                                               |
| L'Enric és el pare de l'Oliver. Treballa en una empresa de serveis funeraris, amb la qual s'han organitzat els funerals de l'àvia del Pol Rubio i del professor de castellà, el Santi. |                    |               |                       |                                                                 |
| |                    |               |                       |                                                                 |
| Bàrbara | Marta Calvó        | 1             | 1                     | Empresària                                                      |
| La Bàrbara és la mare del Bruno i la exdona del Merlí Bergeron. Se n'ha d'anar a viure a Roma (Itàlia) ja que hi ha trobat una feina gràcies a la seva nova parella, el Salvatore. |                    |               |                       |                                                                 |
| |                    |               |                       |                                                                 |
| Àvia de la família Rubio (†) | Asunción Balaguer  | 1             | 2                     | Jubilada                                                        |
| És l'àvia del Pol i l'Óscar Rubio, vivien junts a casa, fins que la seva mort va deixar molt tocada a la família. |                    |               |                       |                                                                 |
| |                    |               |                       |                                                                 |
| Alfonso Rubio Escobar | Boris Ruiz         | 2             | ?                     | Jubilat                                                         |
| És el pare del Pol. Té 55 anys mal portats i pinta d'amargat. Se li va morir la dona fa anys i encara no ha aixecat el cap. La família té problemes econòmics i pressiona els seus dos fills perquè portin diners a casa. Preferiria que el Pol deixés els estudis per dedicar-se plenament a treballar. |                    |               |                       |                                                                 |
| |                    |               |                       |                                                                 |
| Lídia | Anna Barrachina    | 2             | 2                     | Infermera                                                       |
| És la mare del Marc i el Pau Vilaseca. És infermera i fa torns de nit, cosa que li porta problemes per atendre els seus dos fills. El Marc li reclama més atenció perquè el Pau és un nen complicat, però ella sempre s'excusa amb els horaris de la feina i que el seu pare no els paga la pensió. És bastant egoista, perquè pel que vol sí que té temps, i deixa que el Marc es faci responsable del Pau. |                    |               |                       |                                                                 |
| |                    |               |                       |                                                                 |
| Pau Vilaseca | León Martínez      | 2             | 4                     | Estudiant                                                       |
| És el germà petit del Marc Vilaseca. Ha començat primer d'ESO i té problemes a l'institut. No es concentra a les classes, passa de fer els deures, però és molt espavilat per al que vol. Tots els seus professors el tenen entravessat i el Marc intenta ajudar-lo perquè no repeteixi curs. |                    |               |                       |                                                                 |
| |                    |               |                       |                                                                 |
| Anna | Cristina Genebat   | 2             | 1                     | Desconegut                                                      |
| És la mare de l'Oliver. Encara no ha superat la mort del seu fill gran, l'Edgar. Està obsessionada amb la decoració del pis i amb totes les coses que tenen a veure amb el seu fill. Tenen molt mala relació amb l'Oliver perquè no entén com el seu fill petit pot mostrar-se feliç. |                    |               |                       |                                                                 |
| |                    |               |                       |                                                                 |

### Llistat d'aparicions
| Personatge                | Primera temporada | Primera temporada | Primera temporada | Primera temporada | Primera temporada | Primera temporada | Primera temporada | Primera temporada | Primera temporada | Primera temporada | Primera temporada | Primera temporada | Primera temporada | Segona temporada | Segona temporada | Segona temporada | Segona temporada | Segona temporada | Segona temporada | Segona temporada | Segona temporada | Segona temporada | Segona temporada | Segona temporada | Segona temporada | Segona temporada | Tercera temporada | Tercera temporada | Tercera temporada | Tercera temporada | Tercera temporada | Tercera temporada | Tercera temporada | Tercera temporada | Tercera temporada | Tercera temporada | Tercera temporada | Tercera temporada | Tercera temporada | Tercera temporada | Total |
| Personatge                | 1                 | 2                 | 3                 | 4                 | 5                 | 6                 | 7                 | 8                 | 9                 | 10                | 11                | 12                | 13                | 1                | 2                | 3                | 4                | 5                | 6                | 7                | 8                | 9                | 10               | 11               | 12               | 13               | 1                 |                   |                   |                   |                   |                   |                   |                   |                   |                   |                   |                   |                   |                   | Total |
| Merlí Bergeron            |                   |                   |                   |                   |                   |                   |                   |                   |                   |                   |                   |                   |                   |                  |                  |                  |                  |                  |                  |                  |                  |                  |                  |                  |                  |                  |                   | 27                |                   |                   |                   |                   |                   |                   |                   |                   |                   |                   |                   |                   |       |
| Pol Rubio                 |                   |                   |                   |                   |                   |                   |                   |                   |                   |                   |                   |                   |                   |                  |                  |                  |                  |                  |                  |                  |                  |                  |                  |                  |                  |                  |                   | 27                |                   |                   |                   |                   |                   |                   |                   |                   |                   |                   |                   |                   |       |
| Bruno Bergeron            |                   |                   |                   |                   |                   |                   |                   |                   |                   |                   |                   |                   |                   |                  |                  |                  |                  |                  |                  |                  |                  |                  |                  |                  |                  |                  |                   | 25                |                   |                   |                   |                   |                   |                   |                   |                   |                   |                   |                   |                   |       |
| Gina Castells             |                   |                   |                   |                   |                   |                   |                   |                   |                   |                   |                   |                   |                   |                  |                  |                  |                  |                  |                  |                  |                  |                  |                  |                  |                  |                  |                   | 24                |                   |                   |                   |                   |                   |                   |                   |                   |                   |                   |                   |                   |       |
| Eugeni Bosch              |                   |                   |                   |                   |                   |                   |                   |                   |                   |                   |                   |                   |                   |                  |                  |                  |                  |                  |                  |                  |                  |                  |                  |                  |                  |                  |                   | 24                |                   |                   |                   |                   |                   |                   |                   |                   |                   |                   |                   |                   |       |
| Toni                      |                   |                   |                   |                   |                   |                   |                   |                   |                   |                   |                   |                   |                   |                  |                  |                  |                  |                  |                  |                  |                  |                  |                  |                  |                  |                  |                   | 18                |                   |                   |                   |                   |                   |                   |                   |                   |                   |                   |                   |                   |       |
| Carmina Calduch           |                   |                   |                   |                   |                   |                   |                   |                   |                   |                   |                   |                   |                   |                  |                  |                  |                  |                  |                  |                  |                  |                  |                  |                  |                  |                  |                   | 18                |                   |                   |                   |                   |                   |                   |                   |                   |                   |                   |                   |                   |       |
| Coralina                  |                   |                   |                   |                   |                   |                   |                   |                   |                   |                   |                   |                   |                   |                  |                  |                  |                  |                  |                  |                  |                  |                  |                  |                  |                  |                  |                   | 12                |                   |                   |                   |                   |                   |                   |                   |                   |                   |                   |                   |                   |       |
| Silvana                   |                   |                   |                   |                   |                   |                   |                   |                   |                   |                   |                   |                   |                   |                  |                  |                  |                  |                  |                  |                  |                  |                  |                  |                  |                  |                  |                   | 1                 |                   |                   |                   |                   |                   |                   |                   |                   |                   |                   |                   |                   |       |
| Berta Prats García        |                   |                   |                   |                   |                   |                   |                   |                   |                   |                   |                   |                   |                   |                  |                  |                  |                  |                  |                  |                  |                  |                  |                  |                  |                  |                  |                   | 27                |                   |                   |                   |                   |                   |                   |                   |                   |                   |                   |                   |                   |       |
| Joan Capdevila Bonet      |                   |                   |                   |                   |                   |                   |                   |                   |                   |                   |                   |                   |                   |                  |                  |                  |                  |                  |                  |                  |                  |                  |                  |                  |                  |                  |                   | 27                |                   |                   |                   |                   |                   |                   |                   |                   |                   |                   |                   |                   |       |
| Tània Illa                |                   |                   |                   |                   |                   |                   |                   |                   |                   |                   |                   |                   |                   |                  |                  |                  |                  |                  |                  |                  |                  |                  |                  |                  |                  |                  |                   | 27                |                   |                   |                   |                   |                   |                   |                   |                   |                   |                   |                   |                   |       |
| Gerard Piguillem Castells |                   |                   |                   |                   |                   |                   |                   |                   |                   |                   |                   |                   |                   |                  |                  |                  |                  |                  |                  |                  |                  |                  |                  |                  |                  |                  |                   | 27                |                   |                   |                   |                   |                   |                   |                   |                   |                   |                   |                   |                   |       |
| Marc Vilaseca             |                   |                   |                   |                   |                   |                   |                   |                   |                   |                   |                   |                   |                   |                  |                  |                  |                  |                  |                  |                  |                  |                  |                  |                  |                  |                  |                   | 27                |                   |                   |                   |                   |                   |                   |                   |                   |                   |                   |                   |                   |       |
| Iván Blasco               |                   |                   |                   |                   |                   |                   |                   |                   |                   |                   |                   |                   |                   |                  |                  |                  |                  |                  |                  |                  |                  |                  |                  |                  |                  |                  |                   | 25                |                   |                   |                   |                   |                   |                   |                   |                   |                   |                   |                   |                   |       |
| Mònica de Villamore       |                   |                   |                   |                   |                   |                   |                   |                   |                   |                   |                   |                   |                   |                  |                  |                  |                  |                  |                  |                  |                  |                  |                  |                  |                  |                  |                   | 25                |                   |                   |                   |                   |                   |                   |                   |                   |                   |                   |                   |                   |       |
| Oliver Grau               |                   |                   |                   |                   |                   |                   |                   |                   |                   |                   |                   |                   |                   |                  |                  |                  |                  |                  |                  |                  |                  |                  |                  |                  |                  |                  |                   | 17                |                   |                   |                   |                   |                   |                   |                   |                   |                   |                   |                   |                   |       |
| Oksana Casanoves          |                   |                   |                   |                   |                   |                   |                   |                   |                   |                   |                   |                   |                   |                  |                  |                  |                  |                  |                  |                  |                  |                  |                  |                  |                  |                  |                   | 14                |                   |                   |                   |                   |                   |                   |                   |                   |                   |                   |                   |                   |       |
| Glòria                    |                   |                   |                   |                   |                   |                   |                   |                   |                   |                   |                   |                   |                   |                  |                  |                  |                  |                  |                  |                  |                  |                  |                  |                  |                  |                  |                   | 23                |                   |                   |                   |                   |                   |                   |                   |                   |                   |                   |                   |                   |       |
| Mireia                    |                   |                   |                   |                   |                   |                   |                   |                   |                   |                   |                   |                   |                   |                  |                  |                  |                  |                  |                  |                  |                  |                  |                  |                  |                  |                  |                   | 19                |                   |                   |                   |                   |                   |                   |                   |                   |                   |                   |                   |                   |       |
| Míriam Blasco             |                   |                   |                   |                   |                   |                   |                   |                   |                   |                   |                   |                   |                   |                  |                  |                  |                  |                  |                  |                  |                  |                  |                  |                  |                  |                  |                   | 17                |                   |                   |                   |                   |                   |                   |                   |                   |                   |                   |                   |                   |       |
| Jaume Capdevila           |                   |                   |                   |                   |                   |                   |                   |                   |                   |                   |                   |                   |                   |                  |                  |                  |                  |                  |                  |                  |                  |                  |                  |                  |                  |                  |                   | 15                |                   |                   |                   |                   |                   |                   |                   |                   |                   |                   |                   |                   |       |
| Aurèlia Bonet             |                   |                   |                   |                   |                   |                   |                   |                   |                   |                   |                   |                   |                   |                  |                  |                  |                  |                  |                  |                  |                  |                  |                  |                  |                  |                  |                   | 14                |                   |                   |                   |                   |                   |                   |                   |                   |                   |                   |                   |                   |       |
| Laia                      |                   |                   |                   |                   |                   |                   |                   |                   |                   |                   |                   |                   |                   |                  |                  |                  |                  |                  |                  |                  |                  |                  |                  |                  |                  |                  | 11                |                   |                   |                   |                   |                   |                   |                   |                   |                   |                   |                   |                   |                   |       |
| Santi                     |                   |                   |                   |                   |                   |                   |                   |                   |                   |                   |                   |                   |                   |                  |                  |                  |                  |                  |                  |                  |                  |                  |                  |                  |                  |                  | 9                 |                   |                   |                   |                   |                   |                   |                   |                   |                   |                   |                   |                   |                   |       |
| Elisenda                  |                   |                   |                   |                   |                   |                   |                   |                   |                   |                   |                   |                   |                   |                  |                  |                  |                  |                  |                  |                  |                  |                  |                  |                  |                  |                  |                   | 9                 |                   |                   |                   |                   |                   |                   |                   |                   |                   |                   |                   |                   |       |
| Óscar Rubio               |                   |                   |                   |                   |                   |                   |                   |                   |                   |                   |                   |                   |                   |                  |                  |                  |                  |                  |                  |                  |                  |                  |                  |                  |                  |                  |                   | 8                 |                   |                   |                   |                   |                   |                   |                   |                   |                   |                   |                   |                   |       |
| Pau Vilaseca              |                   |                   |                   |                   |                   |                   |                   |                   |                   |                   |                   |                   |                   |                  |                  |                  |                  |                  |                  |                  |                  |                  |                  |                  |                  |                  |                   | 7                 |                   |                   |                   |                   |                   |                   |                   |                   |                   |                   |                   |                   |       |
| Lídia                     |                   |                   |                   |                   |                   |                   |                   |                   |                   |                   |                   |                   |                   |                  |                  |                  |                  |                  |                  |                  |                  |                  |                  |                  |                  |                  |                   | 6                 |                   |                   |                   |                   |                   |                   |                   |                   |                   |                   |                   |                   |       |
| Alfonso Rubio             |                   |                   |                   |                   |                   |                   |                   |                   |                   |                   |                   |                   |                   |                  |                  |                  |                  |                  |                  |                  |                  |                  |                  |                  |                  |                  |                   | 5                 |                   |                   |                   |                   |                   |                   |                   |                   |                   |                   |                   |                   |       |
| Ricard Vilaseca           |                   |                   |                   |                   |                   |                   |                   |                   |                   |                   |                   |                   |                   |                  |                  |                  |                  |                  |                  |                  |                  |                  |                  |                  |                  |                  |                   | 2                 |                   |                   |                   |                   |                   |                   |                   |                   |                   |                   |                   |                   |       |
| ------------------------- | ----------------- | ----------------- | ----------------- | ----------------- | ----------------- | ----------------- | ----------------- | ----------------- | ----------------- | ----------------- | ----------------- | ----------------- | ----------------- | ---------------- | ---------------- | ---------------- | ---------------- | ---------------- | ---------------- | ---------------- | ---------------- | ---------------- | ---------------- | ---------------- | ---------------- | ---------------- | ----------------- | ----------------- | ----------------- | ----------------- | ----------------- | ----------------- | ----------------- | ----------------- | ----------------- | ----------------- | ----------------- | ----------------- | ----------------- | ----------------- | ----- |